# きょうの料理プラス
『きょうの料理プラス』（きょうのりょうりプラス）は、2007年4月2日から2010年3月17日までNHK総合で放送された料理番組である。

## 概要
NHK総合では、1976年4月5日から2000年3月24日までの24年間、10時5分 - 10時30分に『きょうの料理』が放送されたが、ライフスタイルの変化などにより、放送の主体がNHK教育（現・Eテレ）に移された。
2004年度の改編により『生活ほっとモーニング』が11時までの放送に拡大された。
拡大枠は10時台に放送された『きょうの料理』『趣味の園芸』を引き継ぐ形で、放送で伝え切れなかった部分の補足説明や番組のおさらい、さらには生放送の特長を活かし、視聴者からの質問に講師が答える形式となった。当番組も基本的にこのスタイルを受け継いだ。
2005年度下半期の改編でNHK全体の生放送見直しにより、1976年4月5日から1998年4月3日までの22年間『おかあさんといっしょ』が放送された9時30分 - 9時55分に移動した。
そして、2007年度の改編により『生活ほっとモーニング』から独立した番組として当番組がスタートした。なお、同時にスタートし、2025年度現在でも放送中の5分番組『きょうの料理ビギナーズ』の再放送も、当番組において行われた。
2008年3月31日からリアルタイム字幕放送を実施した。
2010年度の改編により『生活ほっとモーニング』が2010年3月19日を最後に終了することが決定したのに合わせ、当番組も同年3月17日を最後に終了した。
後継番組は旧『生活ほっとモーニング』の枠と統合して『あさイチ』となり、同番組の料理コーナー「あさイチごはん」として月曜日 - 木曜日に放送されている。

## 出演者
- 柘植恵水（アナウンサー）
- きょうの料理講師陣